# Jean-Loïc Le Quellec
Pour les articles homonymes, voir Le Quellec.
Jean-Loïc Le Quellec, né le 9 octobre 1951, est un anthropologue et préhistorien français, spécialiste de l'art rupestre du Sahara, rassemblant des peintures et des gravures sur roche datées pour la majeure partie du néolithique. Il est également spécialiste de mythologie moderne et des traditions du Bas-Poitou.

## Biographie

### Formation
Jean-Loïc Le Quellec est diplômé de l’École pratique des hautes études (paléoécologie du Quaternaire) et docteur en anthropologie, ethnologie et préhistoire en 1992, avec une thèse intitulée : Le Symbolisme de l'art rupestre ancien du Sahara central, sous la direction du préhistorien Denis Vialou.

### Carrière
Jean-Loïc Le Quellec est directeur de recherches émérite au CNRS.

## Travaux

### Art rupestre du Sahara
Jean-Loïc Le Quellec a écrit de nombreux livres sur l'art rupestre du Sahara, en particulier en Libye. Deux de ses livres se proposent de renouveler l'approche de l’art rupestre.
Il a effectué plusieurs missions d'expertise au Sahara pour le compte de l'UNESCO. Il préside depuis 2003 l’Association des amis de l'art rupestre saharien (AAARS).

### Mythologies
Plusieurs de ses écrits portent sur la mythologie française. Dans Des Martiens au Sahara, il analyse 30 théories « d'archéologie romantique » considérées comme des mythes contemporains.
En 2022, il publie La Caverne originelle : Art, mythes et premières humanités aux éditions La Découverte, une « somme récapitulant toute la littérature écrite sur le sujet » qu'il « tente de dépasser avec une thèse nouvelle ». Sur France Culture, Jean-Loïc Le Quellec s'interroge : « Pourquoi pénétrer dans des grottes obscures dans le but d’y figurer un petit nombre d’espèces animales, plus rarement quelques humains, souvent animalisés ? » et propose l'hypothèse d'« un grand mythe de création qui nourrissait l’ontologie des artistes du Paléolithique : celui de l’émergence primordiale, qui s’est répandu sur toute la surface du globe à mesure que Sapiens découvrait de nouveaux territoires. » Pour Livres Hebdo, « les nombreuses illustrations accompagnant le propos ainsi qu'une écriture pédagogique et fluide rendent accessible cette somme magistrale, entre grammaire des styles et généalogie de l'ornement préhistorique. » Une hypothèse qu'il avait déjà développée en créant une base de données permettant de dessiner un arbre phylogénétique de diffusion probable des mythes d'émergence, et qu'il avait exposée notamment lors d'une conférence donnée au Centre Pompidou en  2021.

### Bas-Poitou
Jean-Loïc Le Quellec est aussi un auteur vendéen d'expression poitevine-saintongeaise, dans une de ses variantes poitevines de Vendée. À ce titre il a écrit plusieurs ouvrages en poitevin.

## Récompenses et distinctions
Jean-Loïc Le Quellec a obtenu conjointement avec ses deux coauteurs le prix Bordin de l'Académie des inscriptions et belles-lettres en 2006 pour leur ouvrage : Du Sahara au Nil : Peintures et Gravures d'avant les pharaons. Le prix Burkhart de l'archéologie lui a été attribué par la même académie en 2008 pour soutenir son travail de recherche au Tassili n'Ajjer (Algérie).

## Engagements
En mai 2018, en réponse au Manifeste contre le nouvel antisémitisme, il signe la tribune « La lutte contre l'antisémitisme doit être l'affaire de tous », qui parait dans le journal Le Monde.

## Publications

### Art rupestre du Sahara
- 2005 : Jean-Loïc Le Quellec, Pauline de Flers et Philippe de Flers, Peintures et Gravures d'avant les pharaons : du Sahara au Nil, Paris, Fayard, 377 p.  (ISBN 2-2136-2488-7) [présentation en ligne]
- 2006 : Chamanisme et Arts préhistoriques : Vision critique, éditions Errance, 335 p.
- 2012 : Arts rupestres et Mythologies en Afrique, Flammarion, 212 p.
- 2012 : Murs d'images : Art rupestre de la Tassili-n-Ajjer, photographies de Jean-Dominique Lajoux, éditions Errance, 314 p.

### Études sur la mythologie
- 2017 : Dictionnaire critique de mythologie (avec Bernard Sergent), CNRS Éditions, 1576 p.
- 2021 : Avant nous le déluge ! L’Humanité et ses Mythes, Éditions du Détour, 256 p.  (ISBN 979-1097079895)

### Mythologie moderne
- 2009 : Des Martiens au Sahara : Chroniques d'archéologie romantique, Arles / Paris, Actes Sud / Errance, coll. « Histoire », 2009, 318 p. (ISBN 978-2-7427-8275-8)
- 2010 : La Dame blanche et l'Atlantide : Ophir et le grand Zimbabwe : enquête sur un mythe archéologique, Paris, Errance, coll. « Pierres tatouées », 285 p. (ISBN 978-2-87772-409-8, présentation en ligne).
- 2012 : Alcool de singe et Liqueur de vipère, Légendes urbaines, Paris, Errance / Actes Sud, 2012, 301 p. (ISBN 978-2-87772-485-2)
- 2013 : Dragons et Merveilles : Voyage en mythologies, éditions Errance, 2013, 512 p.
- 2013 : Jung et les archétypes : Un mythe contemporain, Auxerre, Éditions Sciences humaines, 453 p. (ISBN 978-2-36106-045-9)
- 2023 : Des Martiens au Sahara : Deux siècles de fake news archéologiques, Paris, Éditions du Détour, 2023, 440 p. (ISBN 979-10-97079-23-9, présentation en ligne)

### Bas-Poitou
- 1988 : Les Sobriquets du Bas-Poetou, Arantèle-UPCP-Métive,  (ISBN 2-907461-10-9)
- 1989 : Chroniques d'un village vendéen Les Magnils–Reigniers, poitevin / français, Editions UPCP, 1989, 209 p.  (ISBN 2-905061-21-9)
- 1994 : Proverbes de Vendée, édition bilingue, collection Parlanjhe, Geste éditions, 1994, 64 p.  (ISBN 2-905061-85-5)
- 1994 : avec Bernadette Bidaude, Contes du marais, édition bilingue, collection Parlanjhe, Geste éditions, 1994,  (ISBN 2-905061-84-7)

### Art pariétal
- 2022: L’Homme de Lascaux et l’Énigme du puits, Tautem,  (ISBN 979-10-97230-15-9)
- 2022 : La Caverne originelle: Art, mythes et premières humanités, collection Sciences sociales du vivant, Paris, éditions La Découverte, 944 pages  (ISBN 978-2-34806-887-4)